# Hypolimnus pedderensis
Hypolimnus pedderensis – endemiczny gatunek skąposzczeta z rodziny Megascolecidae, zaliczany do monotypowego rodzaju Hypolimnus. Został odkryty w 1971 roku w trakcie przeprowadzonych badań terenowych, jednak podczas badań prowadzonych w 1991 i 1996 roku nie udało się go odnaleźć w stanie dzikim. Według klasyfikacji IUCN jest uznawany za gatunek wymarły. Hypolimnus pedderensis zamieszkiwał piaszczyste plaże położone nad brzegami jeziora Pedder w południowo-zachodniej części Tasmanii (Australia).

## Systematyka
Hypolimnus pedderensis został odkryty w 1971 roku. Gatunek opisano na podstawie tylko jednego znalezionego osobnika. Zaliczono go do podrodziny Megascolecinae w obrębie rodziny Megascolecidae. Barrie G. M. Jamieson początkowo przypisywał go do rodzaju Perionychella (Vesiculodrilus) ze względu na podobieństwo. Następnie był zaliczany do rodzajów: Atantodrilus oraz Diprochaeta. Od 1996 roku jego pozycja taksonomiczna została zaktualizowana przez Roberta J. Blakemore – gatunek został zaliczony do monotypowego rodzaju Hypolimnus Blakemore, 2000.

### Nazewnictwo
Nazwa rodzajowa Hypolimnus z języka greckiego oznacza pod jeziorem. Nie należy jej mylić z Hypolimnas – nazwy te w swoim zapisie różnią się tylko jedną literą, ale w wymowie nie są jednobrzmiące. Rodzaj Hypolimnas Jacob Hübner, 1819 odnosi się do grupy motyli dziennych z rodziny rusałkowatych. Synonim nazwy łacińskiej Atlantodrilus pedderensis (Robert J. Blakemore, 1997) określany jest terminem nomen nudum – nazwa taka nie jest oficjalnie stosowana do celów nomenklatury zoologicznej. Nazwa zwyczajowa w języku angielskim to Lake Pedder Earthworm.

## Morfologia
Hypolimnus pedderensis został opisany na podstawie jednego znalezionego osobnika, który był lekko uszkodzony. Długość ciała badanego osobnika wynosiła 50 mm, a jego średnica 1,6 mm. Całe ciało skąposzczeta złożone było z 129 segmentów, zwężało się w stronę ogona. W tylnej części ciała występowały szerokie rynny grzbietowe. Głowa oraz tułów ubarwione były na brązowo, a klitellum (gładki, krótki odcinek ciała, z którego wytwarzany jest kokon) różowo-płowy.
Otwór gębowy (tzw. prostomium) tego gatunku był słabo zarysowany, pory grzbietowe u Hypolimnus pedderensis nie występowały.
Liczba szczecinek przypadających na segment wynosiła 10 w przedniej części ciała, natomiast ku ogonowi wzrastała do 12 na każdy segment. Były ułożone regularnie, przy czym szczecinki grzbietowe były większe od brzusznych. Ważną cechą taksonomiczną tego gatunku jest występowanie kilku żołądków, które znajdowały się w 5, 6 oraz częściowo w 7 segmencie. Klitellum u tego gatunku występował między 13 a 16 segmentem. Żeńskie pory położone były w 14 segmencie, natomiast męskie znajdowały się w 18 segmencie i miały postać małych brodawek. Badany osobnik charakteryzował się obecnością 4 par zbiorników nasiennych. W 12 segmencie umiejscowione było serce.

## Występowanie i siedlisko

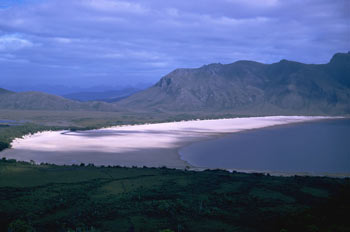
Jezioro Pedder w 1970 roku

Hypolimnus pedderensis występował na plażach jeziora Pedder, położonego w południowo-zachodniej części wyspy Tasmania. Jezioro znajduje się na obszarze Southwest National Park. Jedyny przedstawiciel gatunku został znaleziony na plaży położonej w pobliżu strumienia Maria Creek. Plaża była zbudowana z kwarcytu; Hypolimnus pedderensis bytował w podmokłym i wilgotnym piasku. Niewiele wiadomo na temat jego historycznego zasięgu. Przypuszcza się, że występował jedynie w okolicy jeziora Pedder.
W 1991 roku G. R. Dyne w celu odnalezienia przedstawicieli gatunku Hypolimnus pedderensis zbadał obszary wzdłuż rzek Serpentine River i górnego odcinka rzeki Huon oraz jezior charakteryzujących się właściwościami podobnymi do jeziora Pedder, m.in.: Rhona i Curly. W trakcie przeprowadzonych poszukiwań żaden osobnik z tego gatunku nie został odnaleziony. Kolejne badania zostały przeprowadzone w 1996 roku na brzegach jeziora Pedder. Poszukiwania były prowadzone przez Roberta J. Blakemore'a i zakończyły się także negatywnym wynikiem.

## Cykl życiowy
Cykl życiowy Hypolimnus pedderensis nie został poznany. Na podstawie badań prowadzonych na innych gatunkach z rodziny Megascolecidae można spodziewać się, że średnia długość życia w warunkach naturalnych wynosiła około 2 lat. Zapewne – jak większość skąposzczetów – Hypolimnus pedderensis był hermafrodytą, jaja składał do kokonu, który następnie był wydzielany bezpośrednio do gleby. Na podstawie analizy treści jelita, która została przeprowadzona na jednym zebranym okazie przypuszcza się, że gatunek żywił się mikroorganizmami, glonami oraz cząsteczkami materii organicznej, które znajdują się w piasku.

## Wymarcie i status
W 1972 roku, w wyniku tworzenia systemu wytwarzania energii elektrycznej na rzece Gordon przez Hydro Electric Commission, jezioro Pedder zostało zwarte przez zespół trzech tam, w celu przekształcenia go w zbiornik retencyjny. Stworzenie sztucznego zbiornika przyczyniło się do podniesienia poziomu wody w jeziorze i tym samym zalane zostały plaże stanowiące siedlisko życia Hypolimnus pedderensis.
Hypolimnus pedderensis został uznany przez IUCN za gatunek wymarły (kategoria EX). Australijska ustawa o ochronie przyrody Environment Protection and Biodiversity Conservation z 1999 roku podczas 178 posiedzenia w dniu 17 czerwca 2009 roku nadała temu gatunkowi status wymarłego. W 1995 roku, na mocy ustawy Threatened Species Protection, został wpisany na listę gatunków zagrożonych wymarciem, dopiero w 2011 roku został włączony do gatunków uznawanych za wymarłe.